# Pintarroxo-boreal

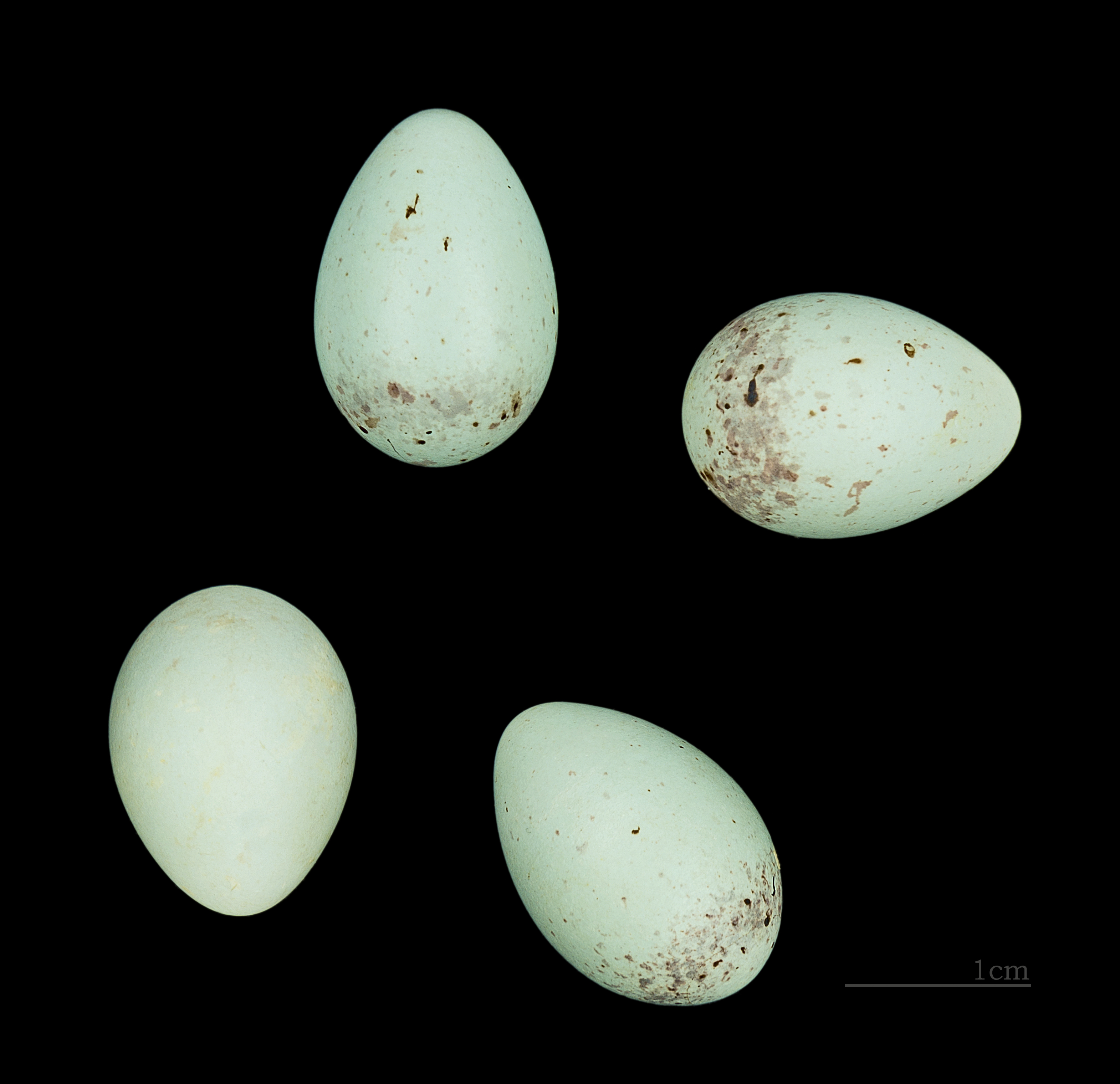
Carduelis hornemanni exilipes

O pintarroxo-boreal  ou pintarroxo de Hornemann (Acanthis hornemanni ou Carduelis hornemanni)  é um Passeriforme da família Fringillidae.

## Descrição
Parecido com o Pintarroxo-de-queixo-preto (Acanthis flammea), mas com cores mais claras e o bico mais pequeno. Tem um comprimento de 12–14 cm e um peso de 12-16 g.
Testa vermelha, dorso com algumas riscas pardas, uropígio branco, asas e cauda pretas e brancas, peito branco com uma muito ténue mancha cor de rosa nos machos, bico curto.
O ninho é construído numa árvore ou arbusto a pouca altura, com raminhos, cascas de junípero, líquenes, raízes finas, pêlos e penas. A fêmea põe entre 3 a 7 ovos entre Maio e Julho, que são incubados de 10 a 12 dias. As crias ficam no ninho entre 12 a 13 dias.

## Taxonomia
Conhecem-se duas subespécies Acanthis hornemanni exilipes e Acanthis hornemanni hornemanni.

### Subespécies e distribuição
- A.h. exilipes ( Coues, 1862) – reproduz-se do norte da Noruega, norte da Suécia e norte da Rússia até ao leste do mar de Bering e Anadyr, e no norte da América do Norte, do norte  e oeste do Alasca ao este do Canadá (norte de Yukon, norte de Nunavut e norte de Manitoba; passa o inverno  no norte da Europa e norte da China (nordeste de Xinjiang, este da Mongólia Interior e Gansu), Ilha Sacalina , Alasca, Canadá e sul da Gronelândia.
- A.h. hornemanni ( Holbøll, 1843) – reproduz-se no norte do Canadá (Ilha Ellesmere, Ilha de Axel Heiberg, Ilha de Devon, Ilha de Bylot, norte e leste da Ilha de Baffin) e este e oeste da Gronelândia; passa o inverno no sul, centro e nordeste do Canadá (norte do Quebec e Labrador) e nordeste dos EUA (Nova Inglaterra).[7]

O A.h. hornemanni tem o bico e a cauda maiores que o A.h. exilipes e é também mais branco, parece quase uma bola de neve.

## Habitat
O pintarroxo de hornemann encontra-se nos bosques abertos de bétulas, de salgueiros, de amieiros, na tundra, nas charnecas de montanha, mas evita as florestas densas.

## Alimentação
Consome principalmente sementes de árvores e arbustos (bétula, amieiro) mas também plantas herbáceas como erva de S.Marcos (Tanacetum vulgare), uma asterácea.

## Filogenia
Obtida por Arnaiz-Villena et al. 